# ريتشارد ليفينز
ريتشارد «ديك» ليفينز (بالإنجليزية: Richard Levins)‏ (1 يونيو 1930 - 19 يناير 2016) كان مزارعًا استوائيًا سابقًا، ثم أصبح عالمًا بيئيًا، وعالمًا بالوراثة السكانية، والرياضيات الحيوية، وعالمًا بيئيًا رياضيًا، وفيلسوفًا في العلوم، وأجرى بحوثًا عن التنوع في البشر. حتى وفاته، كان ليفينز أستاذًا جامعيًا في كلية تي إتش تشان للصحة العامة التابعة لجامعة هارفارد، وناشطًا سياسيًا منذ فترة طويلة. يُشتهر بأعماله في مجالات التطور، ومدى التعقيد في البيئات المتغيرة، وفوق الجماعات.
إن كتابات ليفينز وكلامه مكثفين للغاية. أدى هذا، بالإضافة إلى ماركسيته، إلى جعل تحليلاته أقل شهرة من تحليلات بعض علماء البيئة والتطوريين الآخرين الذين كانوا ماهرين في الشعبية. تقول إحدى القصص الدائرة عن سنواته في شيكاغو إنه، من أجل فهم محاضراته، احتاج كل طالب من طلابه الخريجين أن يحضر صفوف ليفينز ثلاث مرات: المرة الأولى ليتأقلموا فيها مع سرعة إيصاله للمعلومات وصعوبة الرياضيات التي يقدمها، والثانية لفهم الأفكار الأساسية، والثالثة للدخول في خفايا كلماته وأعماقها.[بحاجة لمصدر]
كتب ليفينز أيضًا عن القضايا الفلسفية في علم الأحياء والنمذجة. إحدى مقالاته المؤثرة هي «إستراتيجية البناء النموذجي في بيولوجيا السكان». أثر على عدد من فلاسفة علم الأحياء المعاصرين. غالبًا ما كان ليفينز يتباهى علنًا بأنه «ماركسي من الجيل الرابع»، وغالبًا ما قال إن المنهجية في كتابه التطور في البيئات المتغيرة مبنية على مقدمة كتاب ماركس الجرندريسه؛ مسودة كتاب رأس المال. بالمشاركة مع عالم الوراثة التطوري ريتشارد ليوونتين، كتب ليفينز عددًا من المقالات حول المنهجية والفلسفة والآثار الاجتماعية لعلم الأحياء. جُمع العديد من هذه المقالات في كتاب عالم الأحياء الجدلي. في عام 2007، نشر الثنائي مجموعة مواضيعية ثانية من المقالات بعنوان علم الأحياء تحت التأثير: مقالات جدلية حول علم البيئة، والزراعة، والصحة.
أيضًا مع ليوونتين، شارك ليفينز في تأليف عدد من المقالات الساخرة التي تنتقد علم الأحياء الاجتماعي، ونمذجة النظم في علم البيئة، ومواضيع أخرى مكتوبة تحت الاسم المستعار «إزادور نابي». تمكن ليفينز وليوونتين من وضع سيرة حياة سخيفة عن نابي وإنجازاته في كتب رجال العلوم الأمريكيون (التي أصبحت لاحقًا رجال ونساء العلوم الأمريكيون)، وبالتالي أظهروا مدى قلة الاهتمام التحريري ونقص التحقق من الحقائق في هذا العمل المرجعي المحترم.

## سيرة حياته
كان ريتشارد ليفينز من أصول يهودية أوكرانية، وُلد في 1 يونيو 1930 في بروكلين، نيويورك. كتب ذكرياته عن نضوجه المبكر سياسيًا وعلميًا منذ الطفولة في مقال نُشر في كتاب الحفاضات الحمراء. بحسب ما ورد هناك، فقد قرأ ليفينز كتاب بول دو كرويف «صيادو الميكروبات» (1926) في عمر الثامنة (أي في عام 1938)، وقرأ أول كتاب لتشارلز داروين في سن الـ12 عامًا (في عام 1942). في سن العاشرة، كان ليفينز متأثرًا بمقالات الموسوعي البيولوجي الماركسي «جون هولدين»، الذي يعتبره ليفينز متساويًا مع ألبرت أينشتاين في الأهمية العلمية.
درس ليفينز الزراعة والرياضيات في جامعة كورنيل. تزوج الكاتبة البورتوريكية روزاريو موراليس في عام 1950. بعد وضعه على القائمة السوداء عند تخرجه من جامعة كورنيل، انتقل مع روزاريو إلى بورتوريكو، حيث عملا بالزراعة والتنظيم الريفي. عادا إلى نيويورك عام 1956، حيث حصل على درجة الدكتوراه من جامعة كولومبيا (عام 1965). درّس ليفينز في جامعة بورتوريكو من عام 1961 وحتى 1967، وكان عضوًا بارزًا في حركة استقلال بورتوريكو. زار كوبا لأول مرة عام 1964، وبدأ هناك تعاونًا علميًا وسياسيًا مع علماء الأحياء الكوبيين استمر مدى الحياة. أدت مشاركته النشطة في حركات الاستقلال والحركات المناهضة للحرب في بورتوريكو إلى حرمانه من منصبه في جامعة بورتوريكو، وفي عام 1967، انتقل هو وروزاريو وأطفالهما الثلاثة - أورورا، وريكاردو، وأليخاندرو- إلى شيكاغو، حيث درّس في جامعة شيكاغو وتفاعل باستمرار مع ليوونتين. انتقل كل من ريتشارد وروزاريو لاحقًا إلى جامعة هارفارد تحت رعاية إدوارد أوسبورن ويلسون، الذي اختلفا معه لاحقًا حول علم الأحياء الاجتماعي. انتُخب ليفينز عضوًا في الأكاديمية الوطنية للعلوم ولكنه استقال بسبب دور الأكاديمية في تقديم المشورة للجيش الأمريكي خلال الحرب. كان عضوًا في الحزبين الشيوعيين الأمريكي والبورتوريكي، وفي حركة الاستقلال في بورتوريكو، والحزب الاشتراكي البورتوريكي، وكان على قائمة مكتب التحقيقات الفدرالي للأشخاص الخاضعين للمراقبة.